# Bella Madona

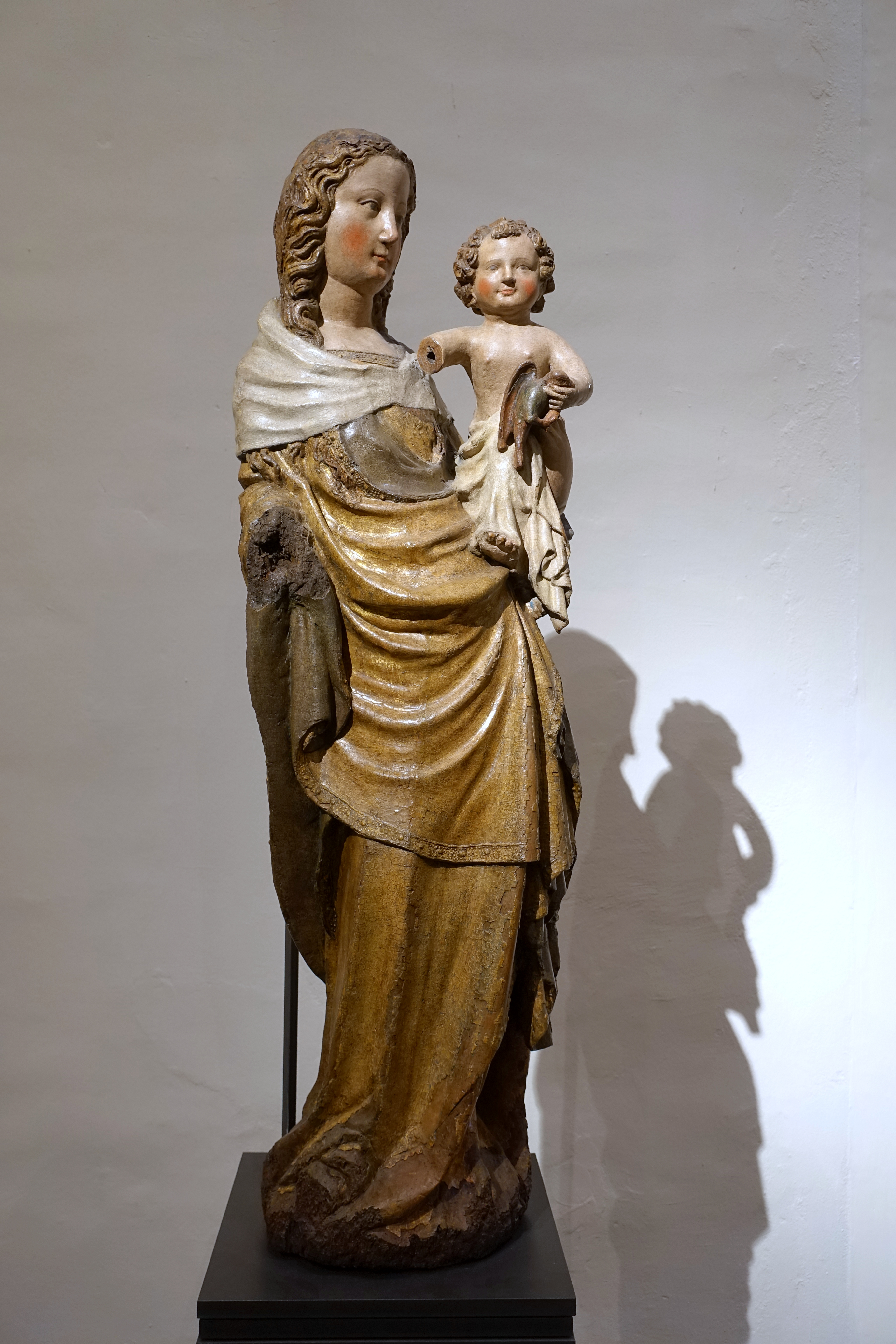
Madona de la torre de los Frisones, uno de los ejemplos más antiguos de bella Madona (c. 1370-1380).

Bella Madona (en alemán: schöne Madonna; en polaco: piękna Madonna; en checo: krásná madona) es un tipo de escultura el cual representa a la Virgen María de pie con el Niño Jesús en brazos. Aparecido en el arte gótico alrededor de 1400, este género forma parte del denominado estilo bello.

## Historia y descripción
El tema de la Virgen con el Niño ya era objeto de representación artística desde hacía siglos, si bien entre finales del siglo xiii y principios del siglo xiv esta temática adquirió nuevos rasgos nunca antes vistos: La Virgen empezó a ser mostrada joven y hermosa, a menudo con la cabeza pequeña y el cuerpo esbelto en forma de S cubierto con túnicas caracterizadas por la profusión de drapeados y pliegues, todo ello puramente ornamental. Otro rasgo distintivo de este tipo de Madonas es la tierna relación entre la Virgen y el Niño; María sostiene a Jesús en su brazo izquierdo, mientras que con la mano derecha sujeta una manzana que el Niño trata de encontrar, caracterizándose la Virgen por la sublimación, la idealización, el lirismo y la elegancia cortesana.
El material predilecto para la representación de las bellas Madonas era la piedra, principalmente la piedra caliza. En la mayoría de los casos, estas obras eran independientes y servían como figuras de culto, siendo instaladas en diversas zonas dentro de las iglesias (sobre todo en capillas o pilares), motivo por el que estas esculturas constituyen representaciones de carácter devocional, con frecuencia ajenas al resto del espacio litúrgico. Se desconoce dónde se empezaron a crear este tipo de figuras, aunque resulta altamente probable que su origen se sitúe en la República Checa, popularizándose principalmente en el territorio del Reich, incluyendo Austria, Silesia y Prusia.
En la historiografía artística, el concepto de bella Madona es acreedor de varios significados: básicamente, la definición de bella Madona se refiere a un grupo exclusivo de figuras de piedra, independientes y completamente de naturaleza devocional; por su parte, la literatura incluye dentro de este género imágenes de la Virgen con el Niño fechadas en torno a 1400 con caracteres estilísticos similares, obviando la técnica o material empleados en su elaboración así como su función (a menudo se aportan como ejemplos tallas de madera, pinturas, murales, libros, etc.).

## Galería de imágenes

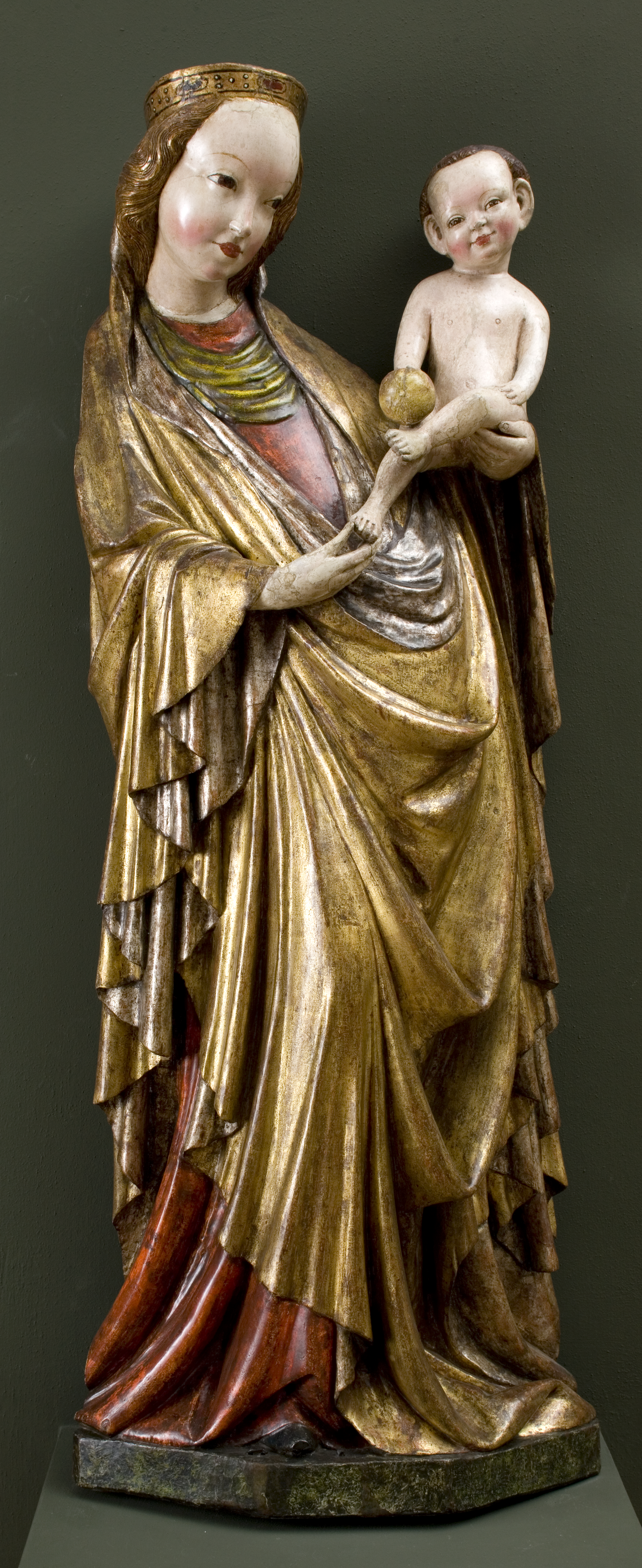
Bella Madona de Krużlowa (c. 1410).
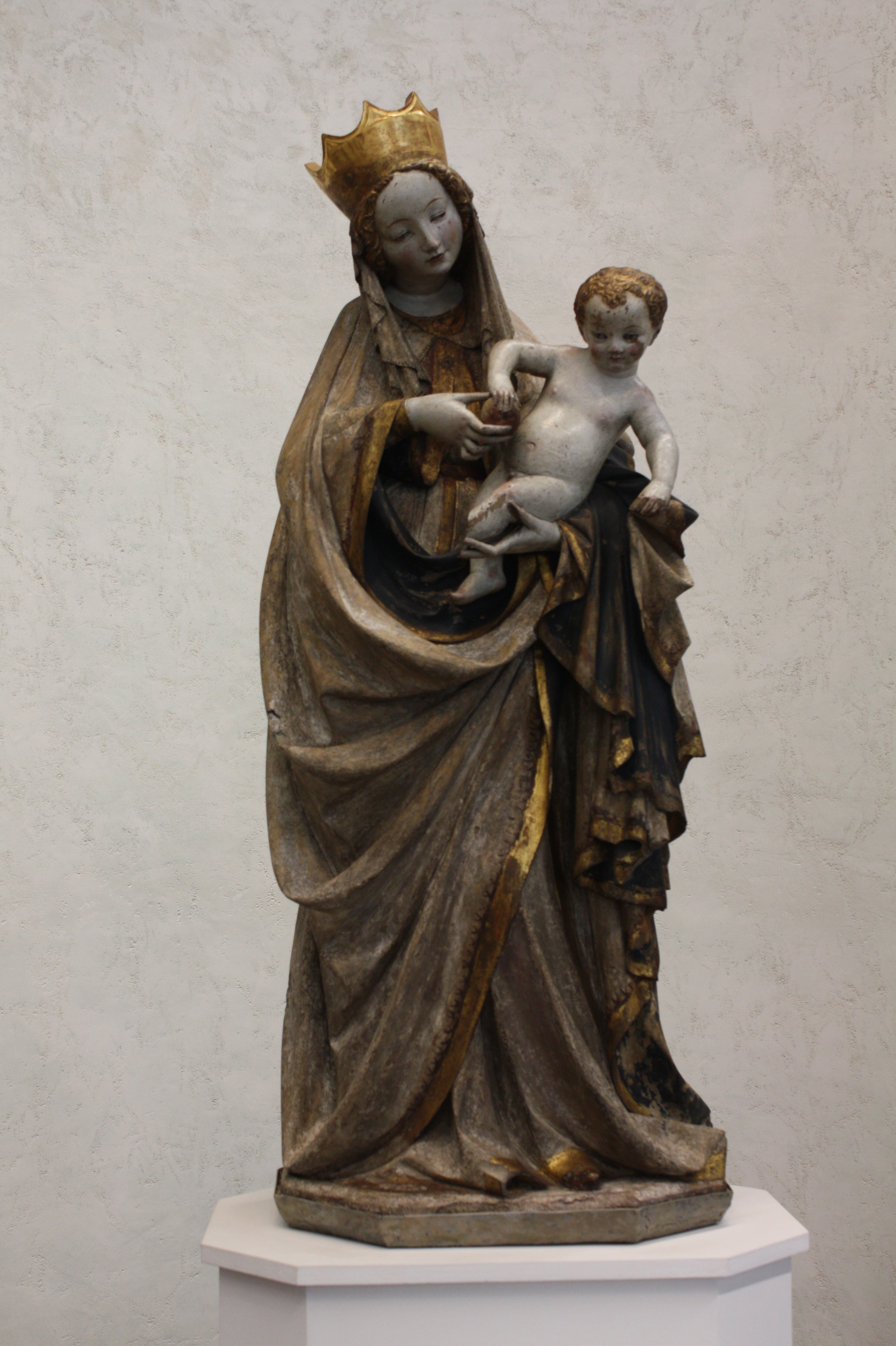
Bella Madona de Breslavia (c. 1390-1400).
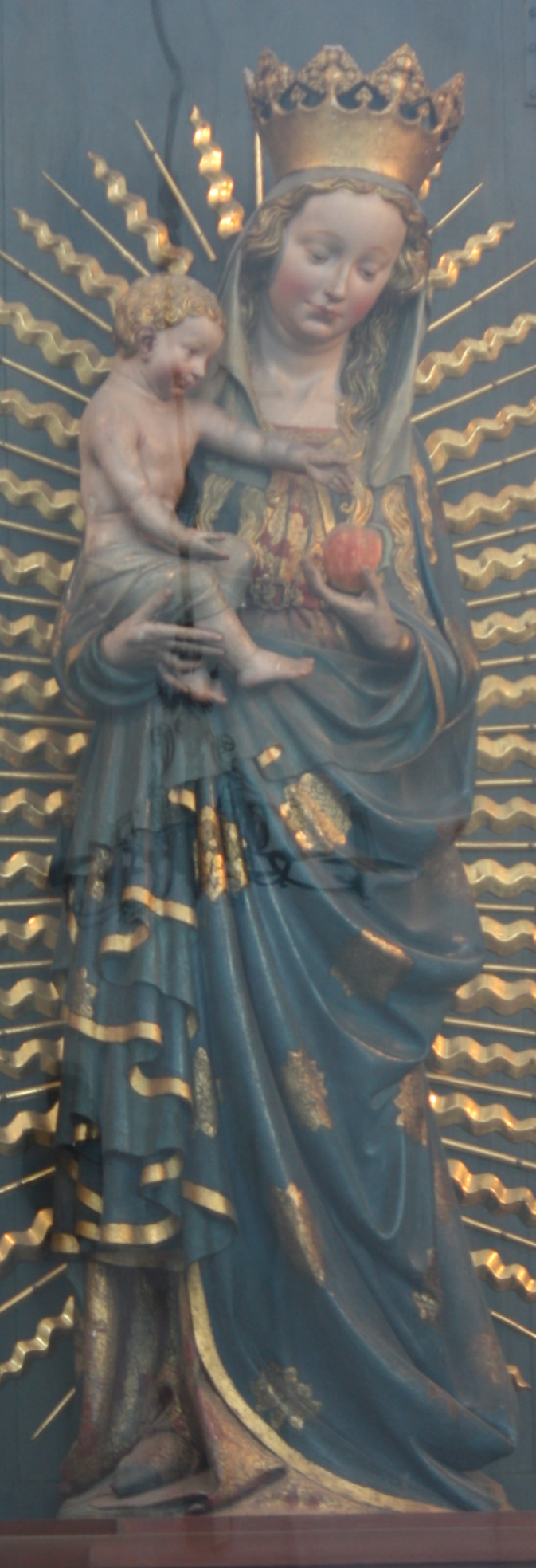
Bella Madona de Gdansk (c. 1430-1435).
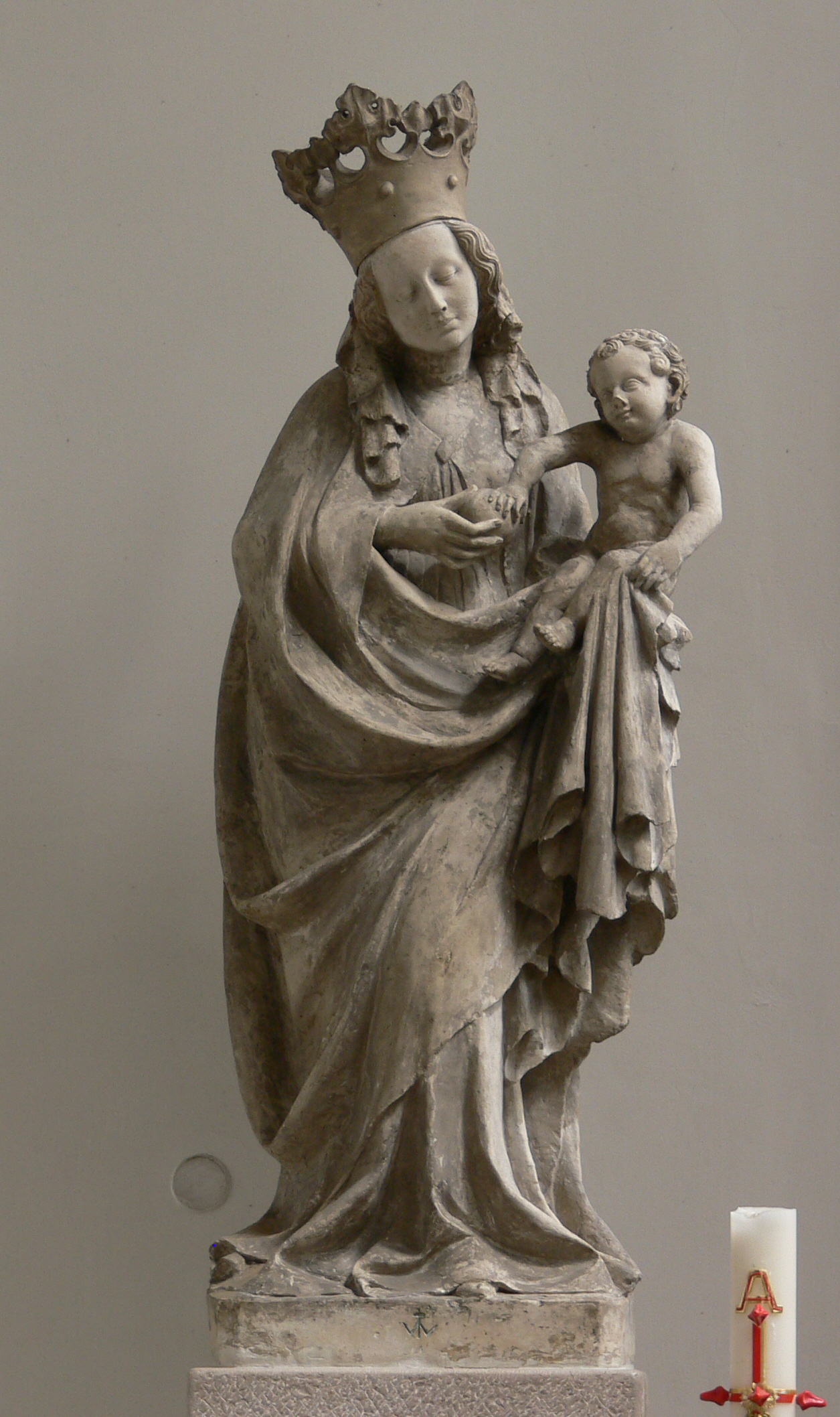
Bella Madona de Horb (c. 1400-1410).
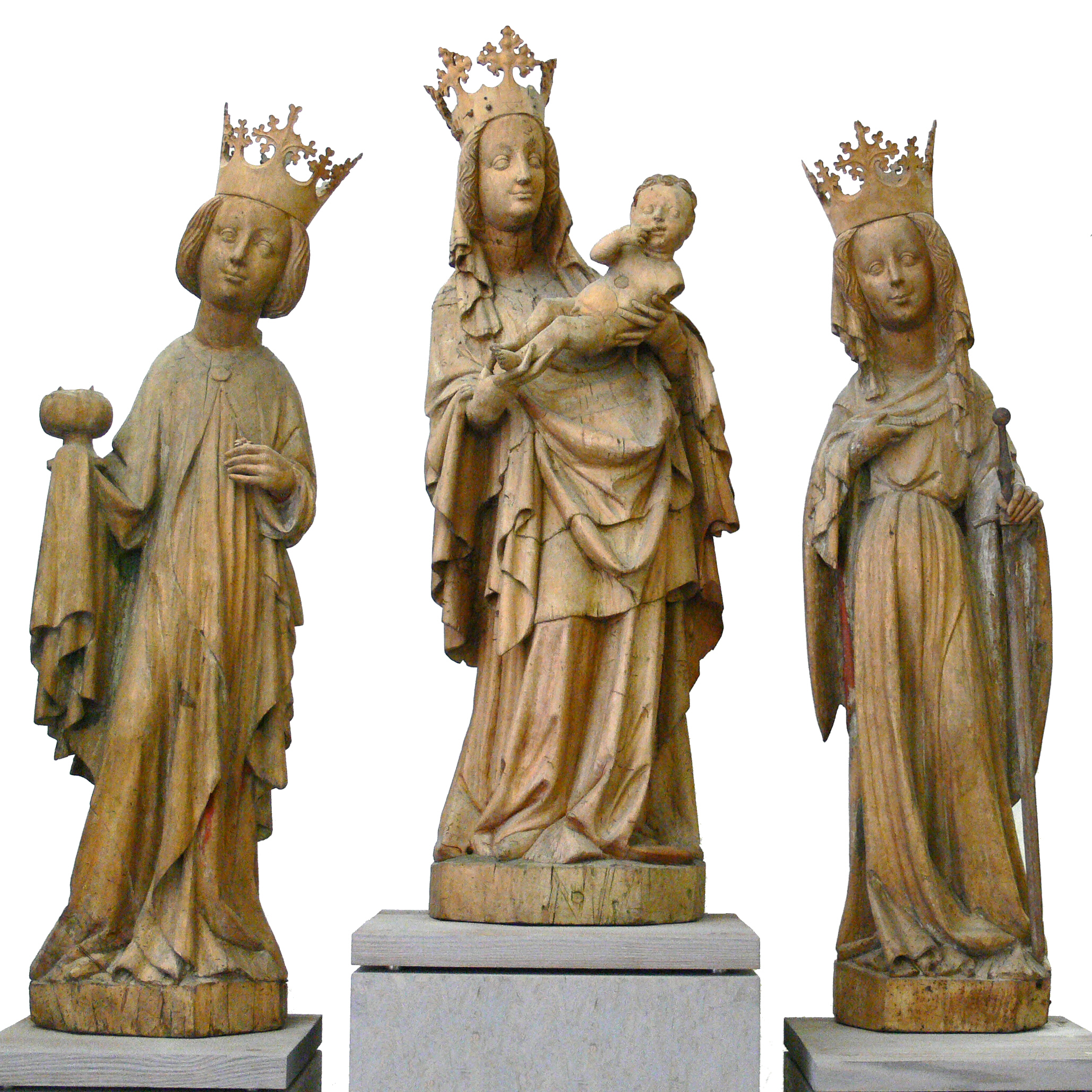
Bella Madona (centro) con los santos Oswaldo (izquierda) y Catalina (derecha) (c. 1410-1420).
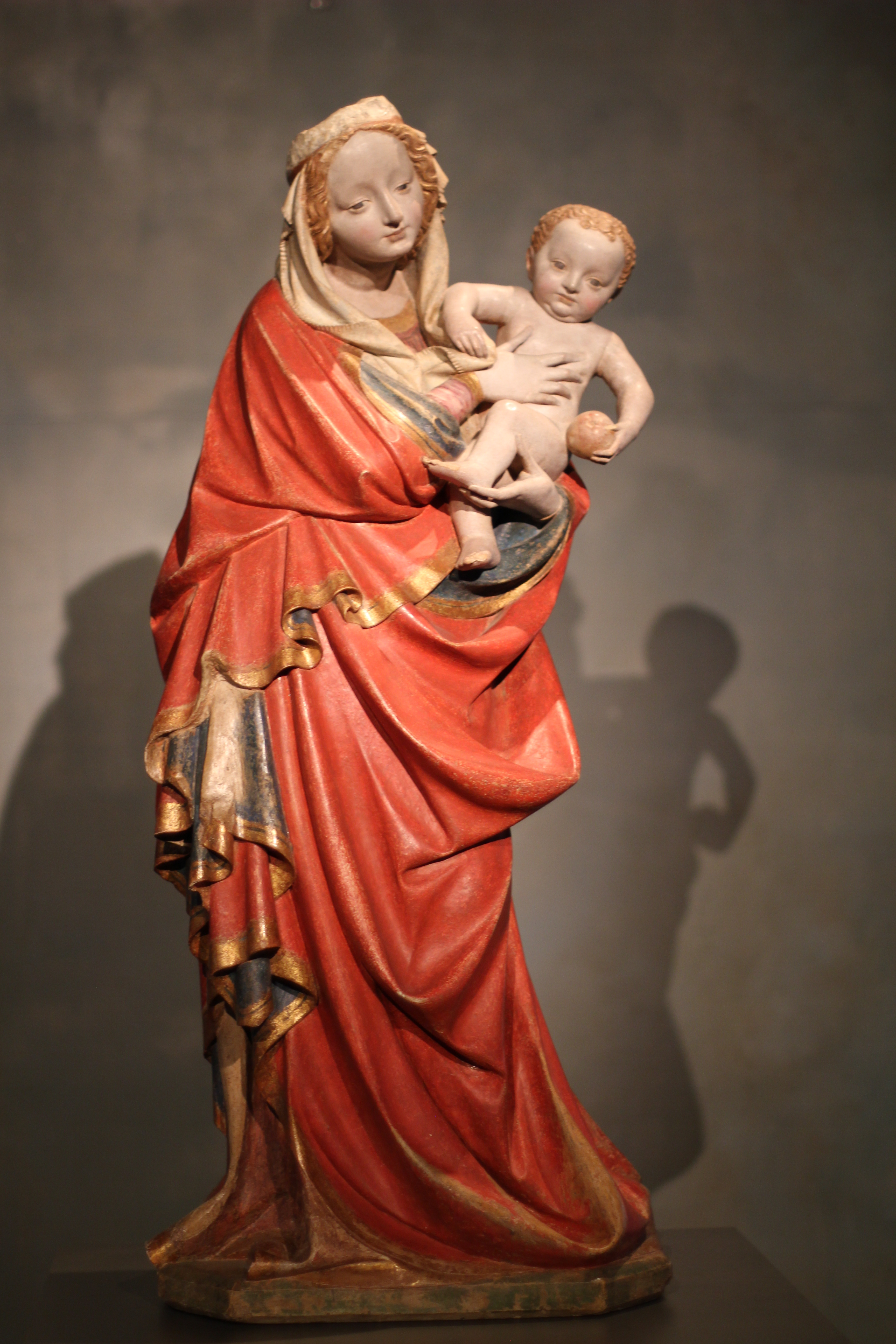
Bella Madona de Sternberg (c. 1390).
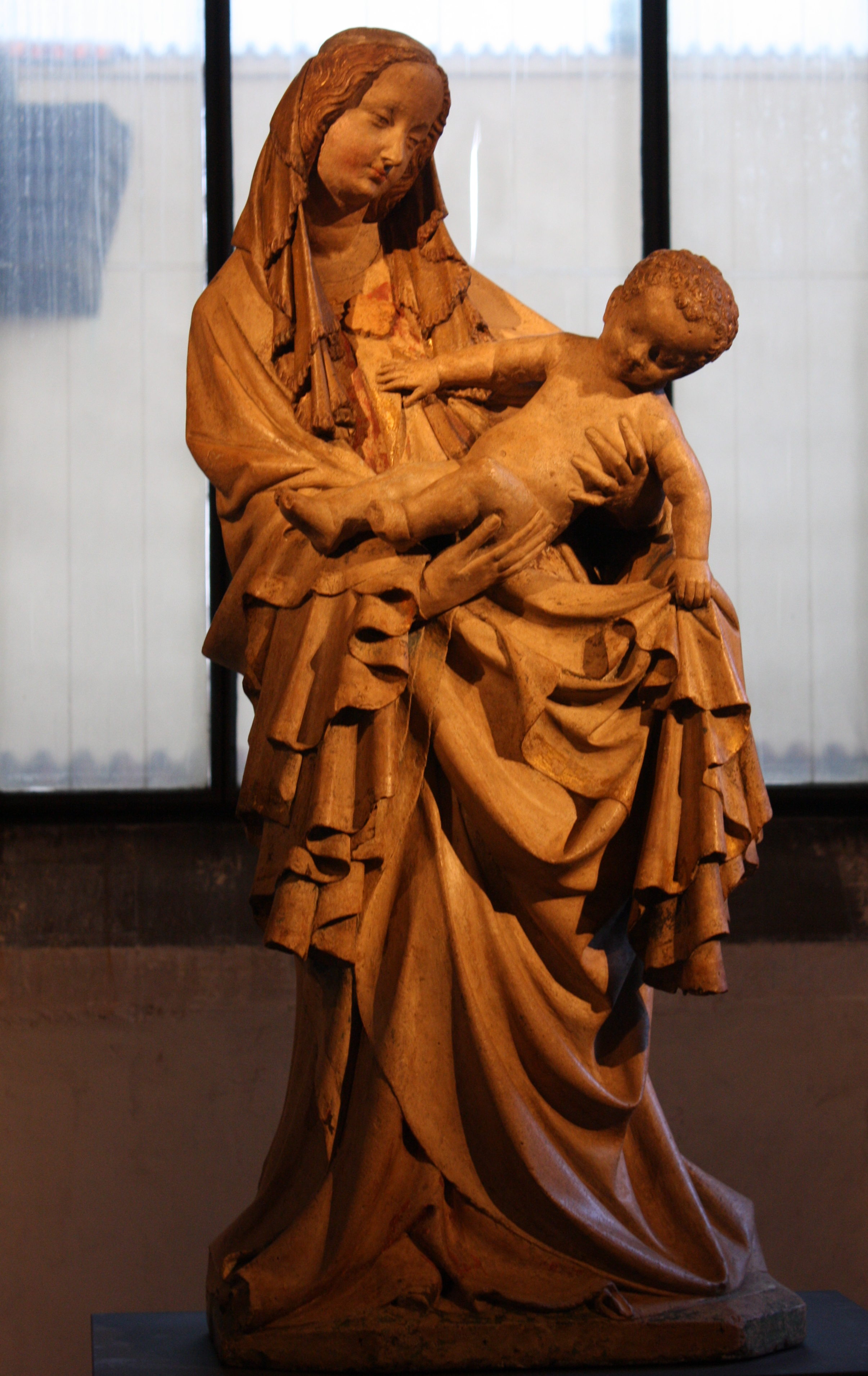
Bella Madona de Hallstatt (c. 1400).
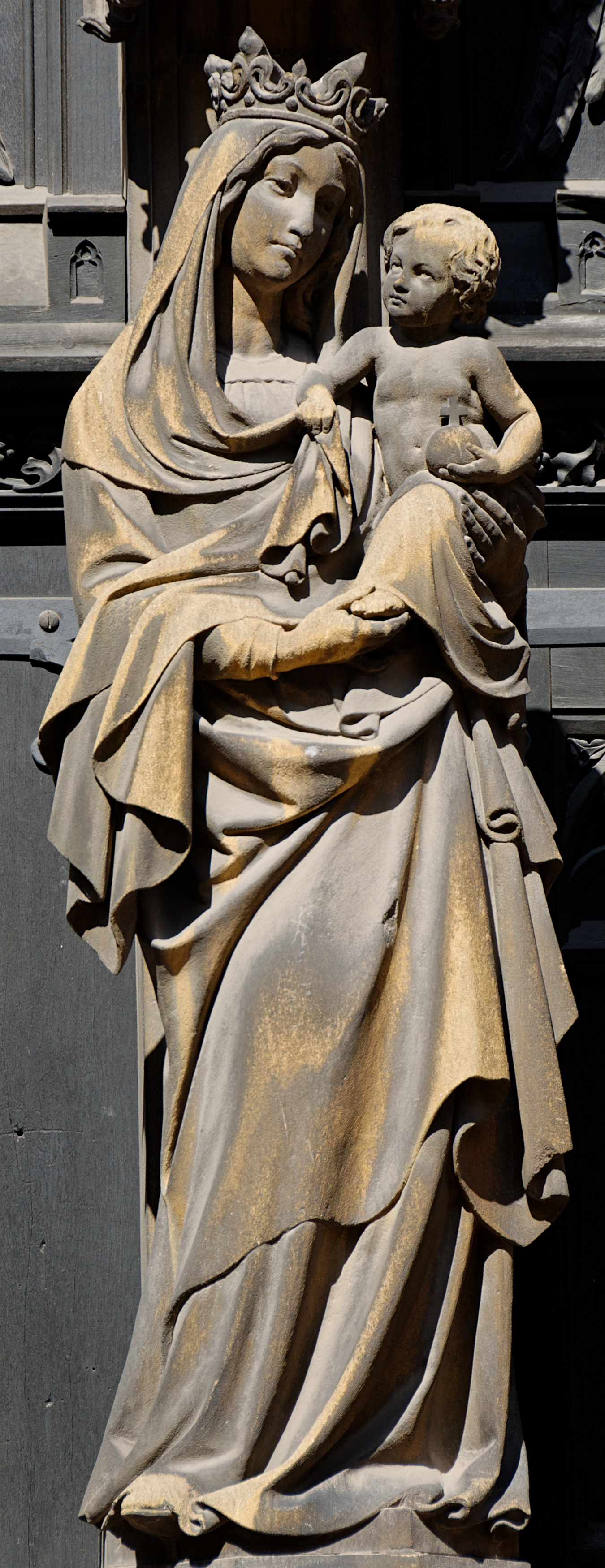
Bella Madona en el Convento dominicano de Colmar, Francia.
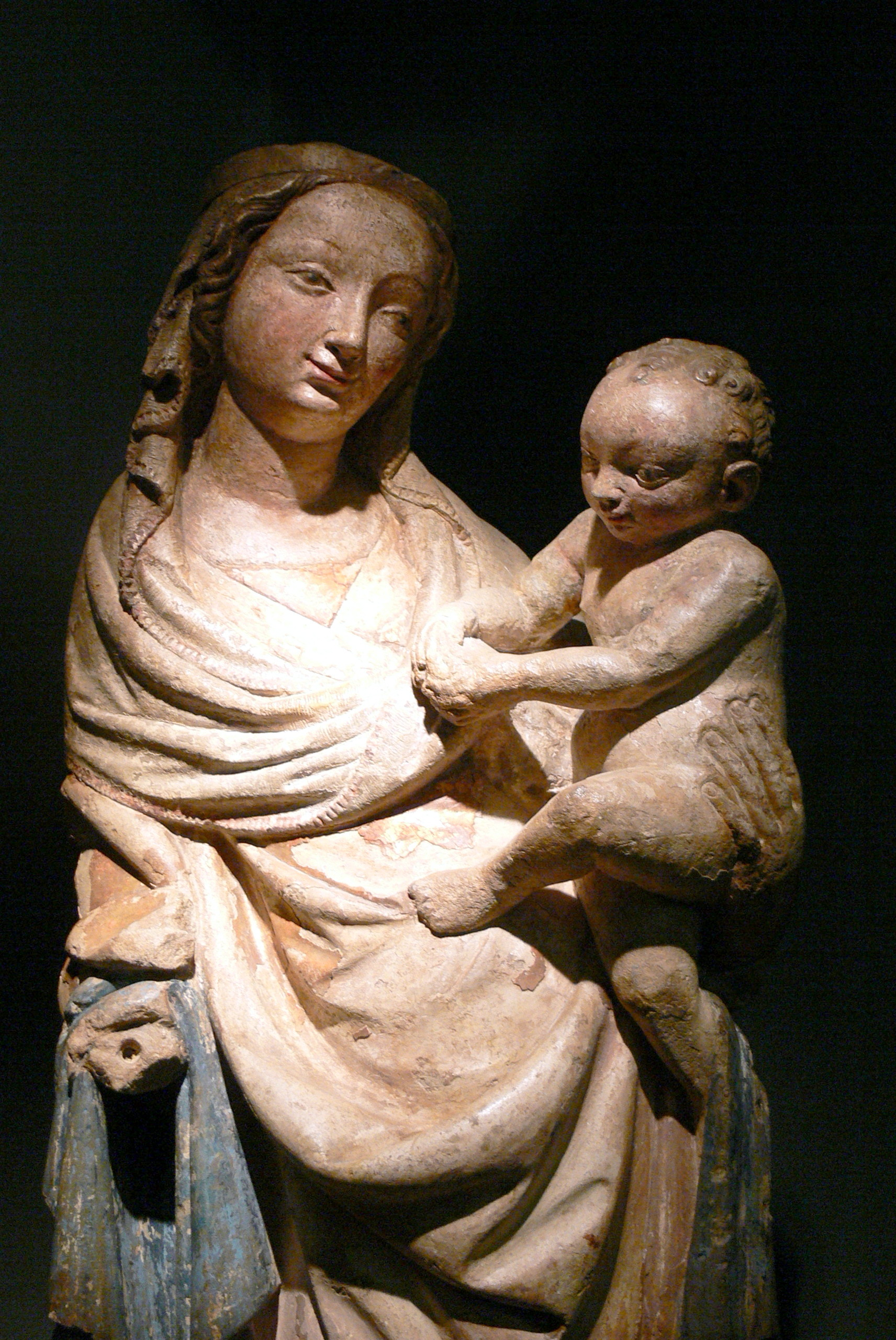
Bella Madona en el Museo de arte gótico y minero de Leogang, Salzburgo (Austria) (c. 1410).
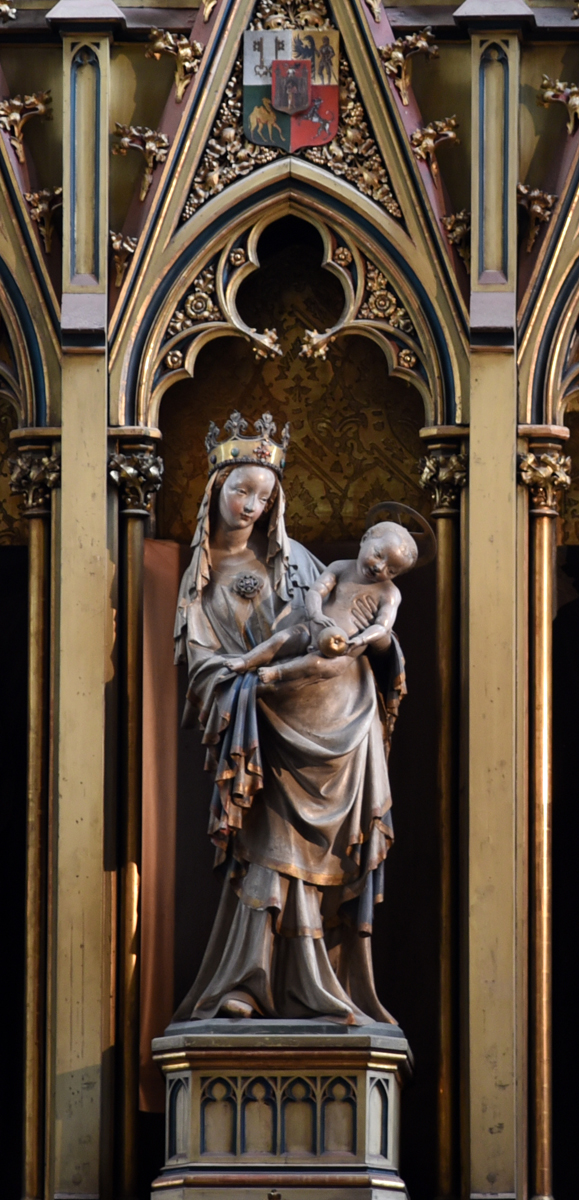
Bella Madona de Pilsen (c. 1380-1384).
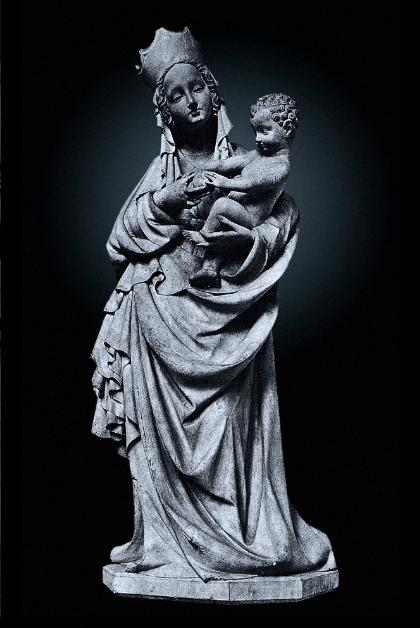
Bella Madona de Toruń (c. 1390).
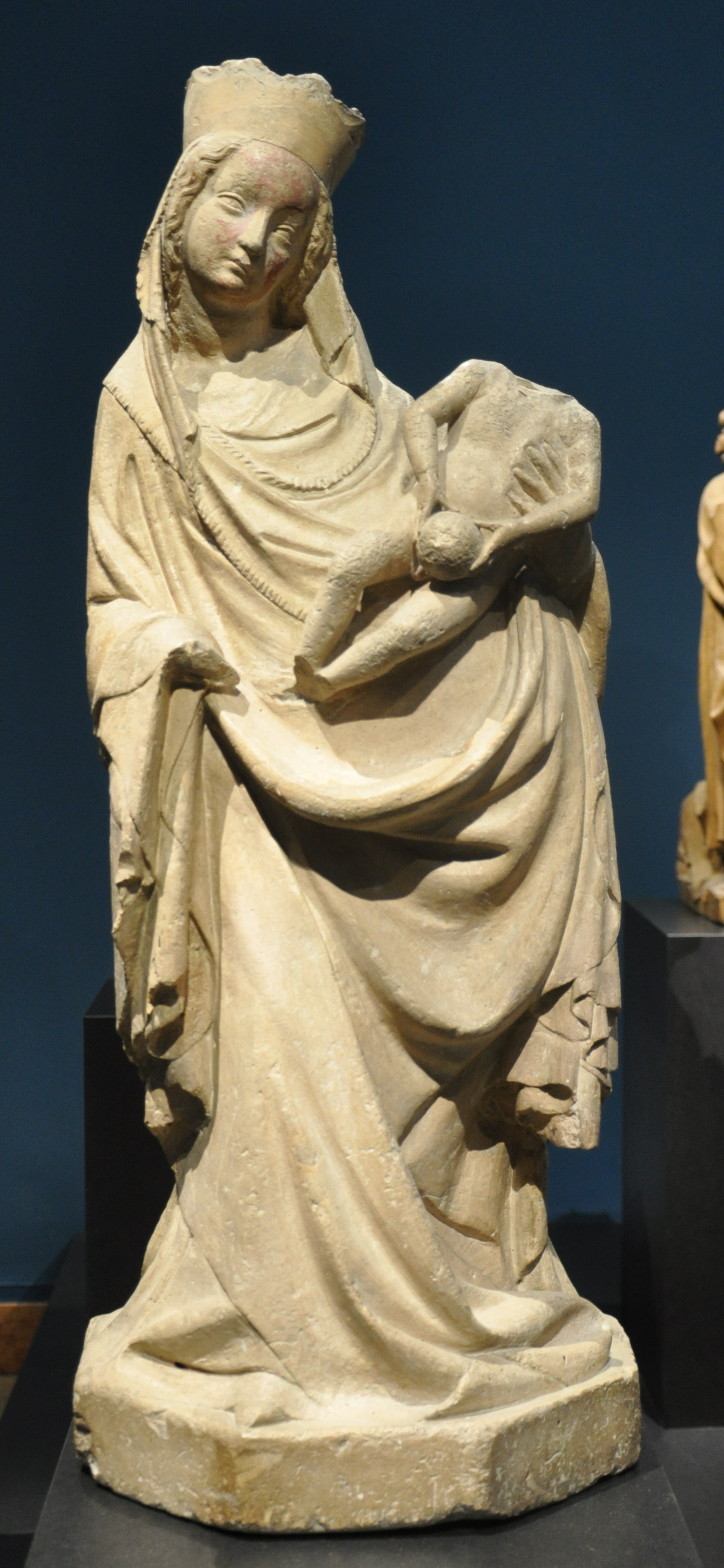
Bella Madona en el Liebieghaus Skulpturensammlung (Fráncfort del Meno, Alemania) (c. 1410-1420).
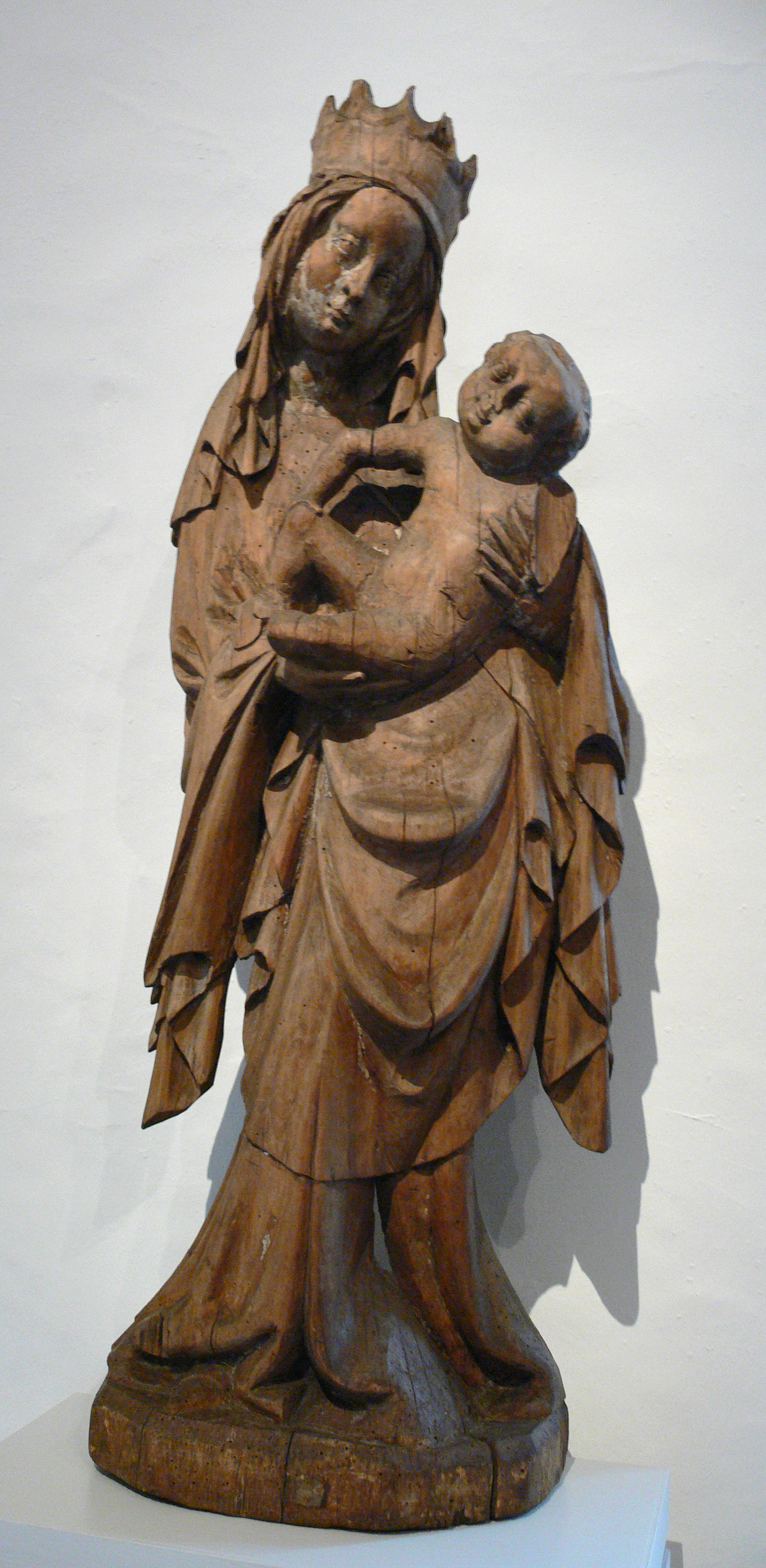
Bella Madona en Wilsdruff, Sajonia (Alemania).
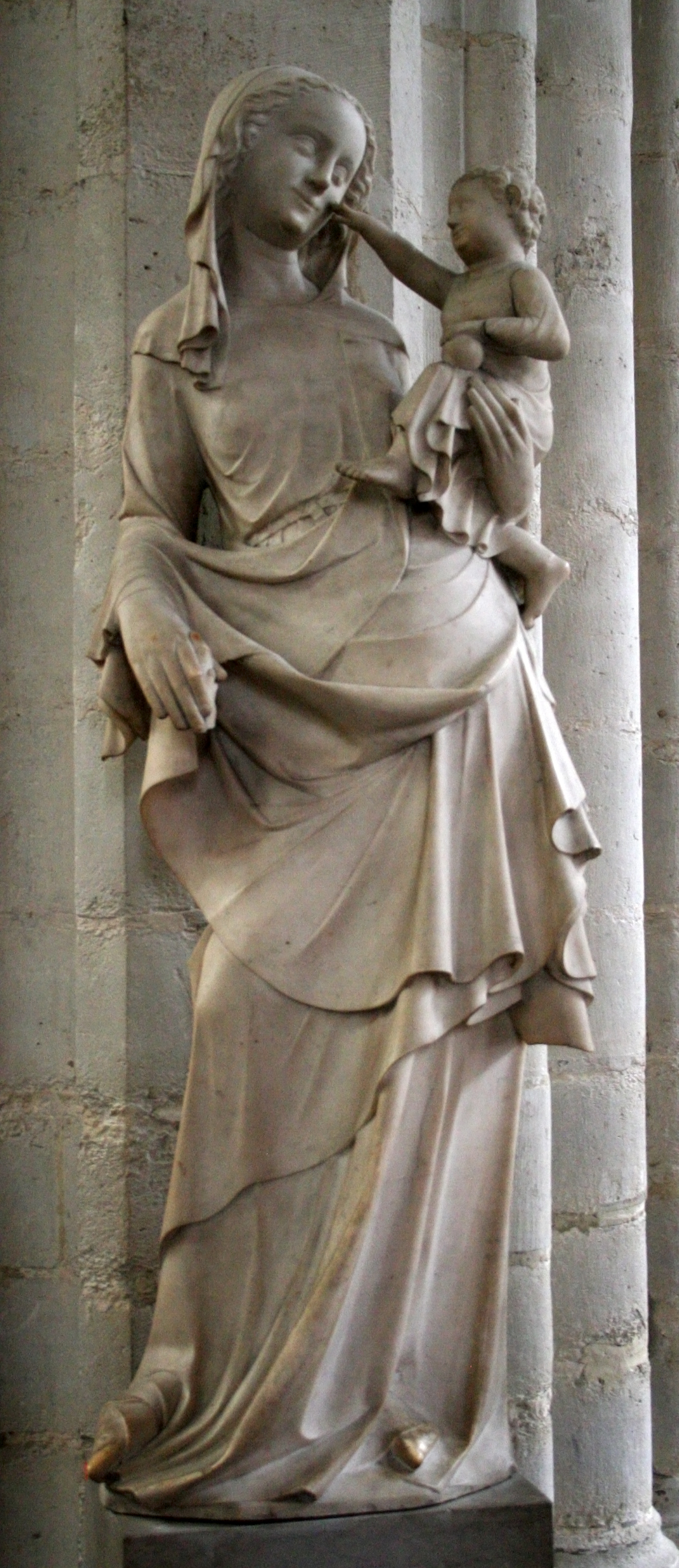
Bella Madona en la Catedral de Nuestra Señora de Amberes, en Amberes, Bélgica.
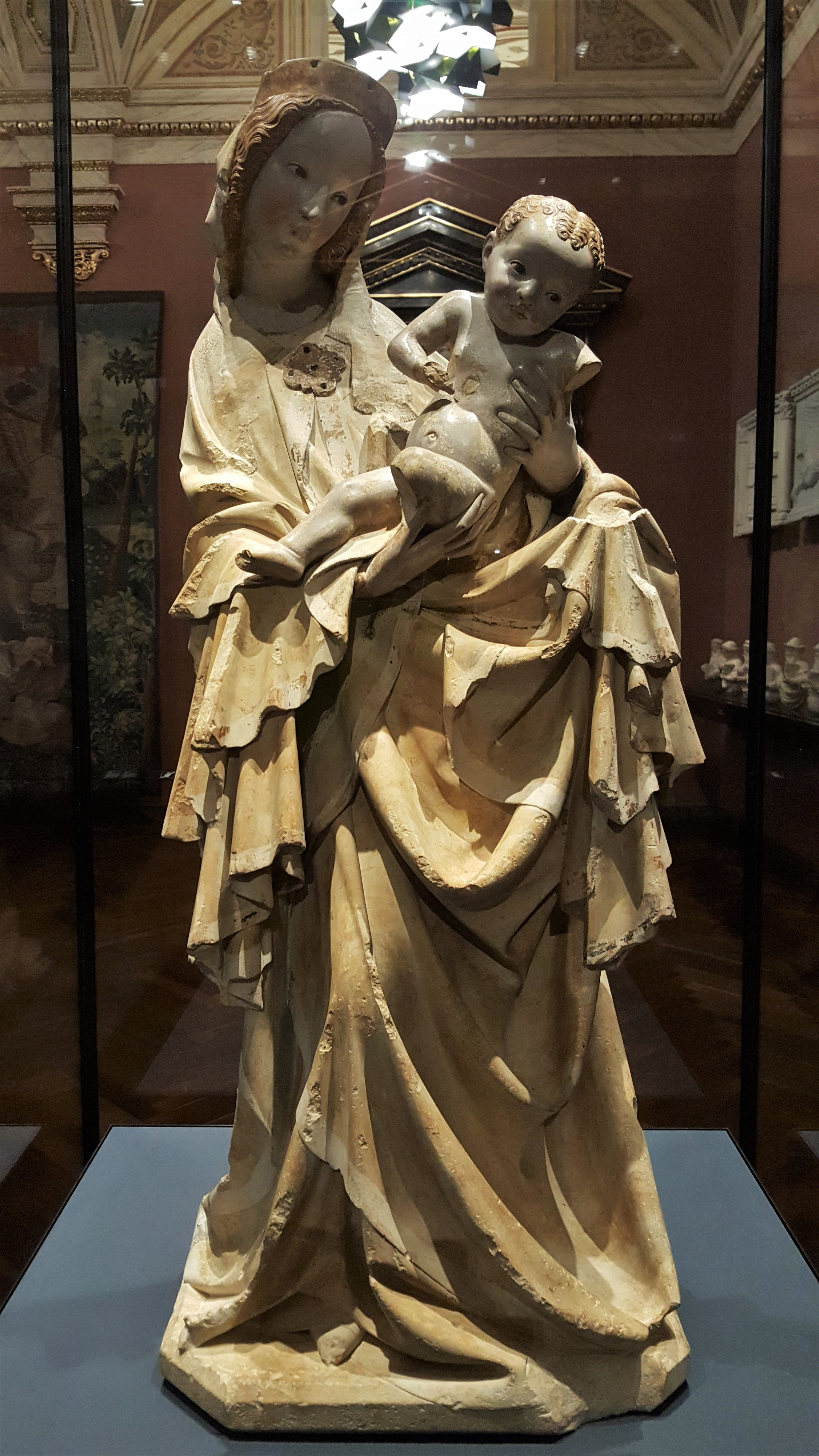
Bella Madona de Krumlov (c. 1400).
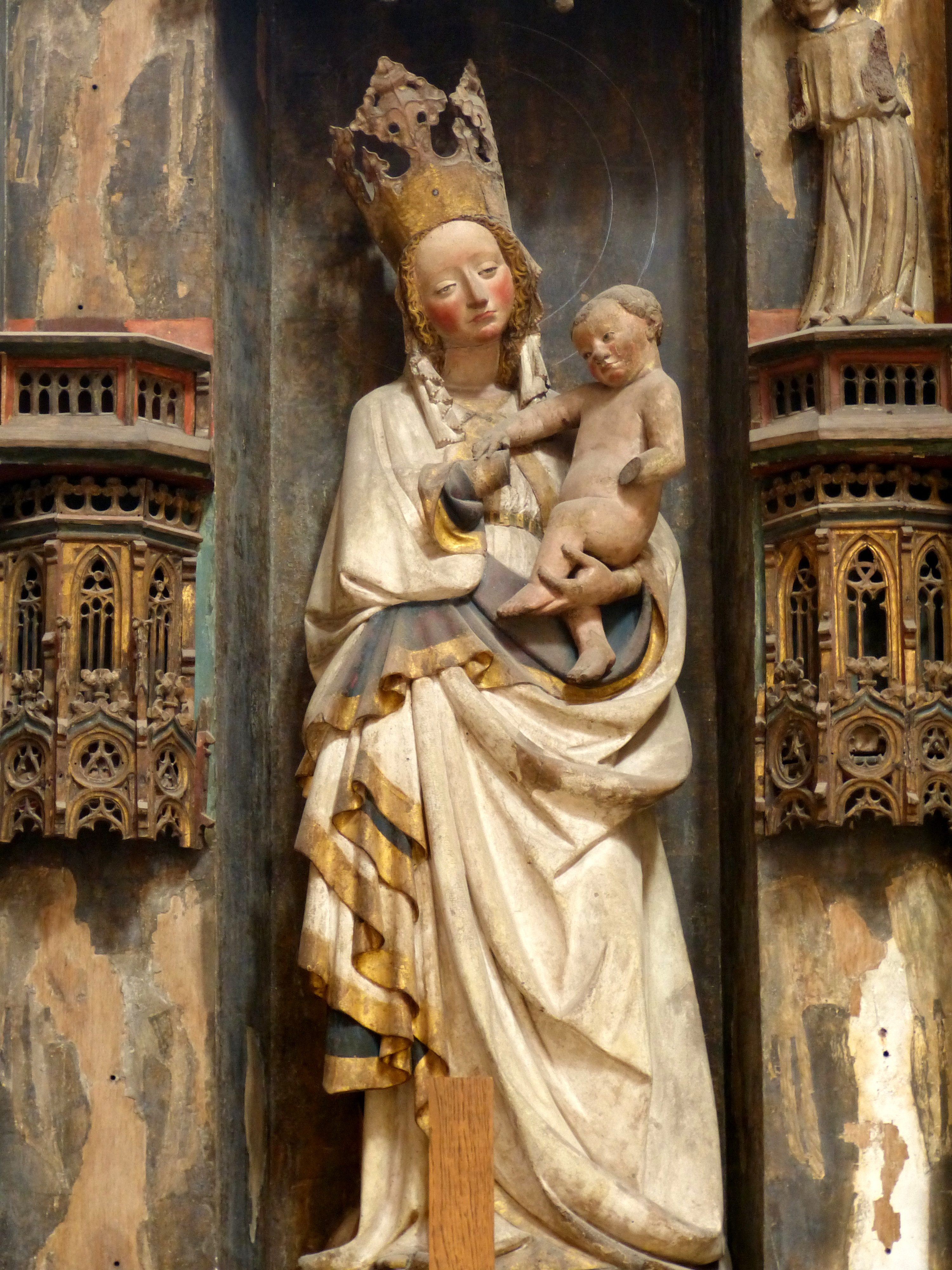
Bella Madona en el altar de la Iglesia de San Nicolás, en Stralsund, Mecklemburgo-Pomerania Occidental (Alemania) (c. 1430).